# Parcelă de stejar virgin (arie protejată)
Parcela de stejar virgin (în ucraineană Дубовий праліс) este o arie protejată de tip botanic de importanță locală din raionul Adâncata, regiunea Cernăuți (Ucraina), situată la nord-est de satul Tureatca. Este administrată de „Silvicultura Cernăuți”.
Suprafața ariei protejate constituie 12 hectare, fiind creată în anul 1979 prin decizia comitetului executiv regional. Statutul a fost acordat pentru protejarea unei porțiuni a pădurii cu desișuri valoroase de fag și stejar cu vârsta de aprox. 210 ani.